# Stephen Pryor
Stephen Michael Pryor (né le 23 juillet 1989 à Donelson, Tennessee, États-Unis) est un ancien lanceur de relève droitier des Ligues majeures de baseball qui joue de 2012 à 2014 pour les Mariners de Seattle.

## Carrière

### Mariners de Seattle
Stephen Pryor est un choix de 5e ronde des Mariners de Seattle au repêchage amateur de 2010. Il fait ses débuts dans le baseball majeur comme lanceur de relève avec les Mariners le 2 juin 2012. Le 6 juin, Pryor fait partie des six lanceurs des Mariners (avec Kevin Milwood, Charlie Furbush, Lucas Luetge, Brandon League et Tom Wilhelmsen) qui réussissent à Los Angeles un match sans coup sûr combiné contre les Dodgers.
Le 8 juin 2012, Pryor remporte dans des circonstances peu communes sa première victoire dans les majeures. Il lance un tiers de manche en relève dans un triomphe de 1-0 des Mariners sur les Dodgers à Los Angeles. Il est le troisième de six lanceurs des Mariners à unir leurs efforts ce jour-là pour réaliser un match sans point ni coup sûr combiné aux dépens des Dodgers.
Il ne fait que 7 apparitions au monticule pour Seattle en 2013, puis une seule en 2014 après avoir récupéré d'une chirurgie aux muscles dorsaux. 
Le 24 juillet 2014, Pryor est échangé aux Twins du Minnesota en retour du joueur de premier but et frappeur désigné Kendrys Morales mais n'effectue pas de retour dans les majeures après 3 saisons jouées pour Seattle.